# 藤原忍
藤原 忍（ふじわら しのぶ、1999年12月8日 - ）は、ジャパンラグビーリーグワンクボタスピアーズ船橋・東京ベイに所属するラグビー選手。

## プロフィール
- 大阪府出身。
- ポジションはスクラムハーフ(SH)。
- 身長 171 cm、体重 76 kg
- ジュニア・ジャパンに選ばれたことがある[2]。
- U20日本代表に選ばれたことがある[3]。
- 日本代表キャップは12。（2025年8月15日現在）
- 契約メーカーはasics

## 来歴
2017年、日本航空石川卒業後、天理大学に入る。
2021年、天理大学卒業後、クボタスピアーズ(現・クボタスピアーズ船橋・東京ベイ)に加入。同年4月3日にジャパンラグビートップリーグ第6節サントリーサンゴリアス戦に途中出場で公式戦初出場を果たす。
2024年6月22日に行われたリポビタンDチャレンジカップ2024イングランド戦にて途中出場で日本代表初キャップ獲得。